# Winnertzia pravdini
Winnertzia pravdini är en tvåvingeart som beskrevs av Mamaeva och Boris Mamaev 1971. Winnertzia pravdini ingår i släktet Winnertzia och familjen gallmyggor. Inga underarter finns listade i Catalogue of Life.